# Braco (Perth and Kinross)

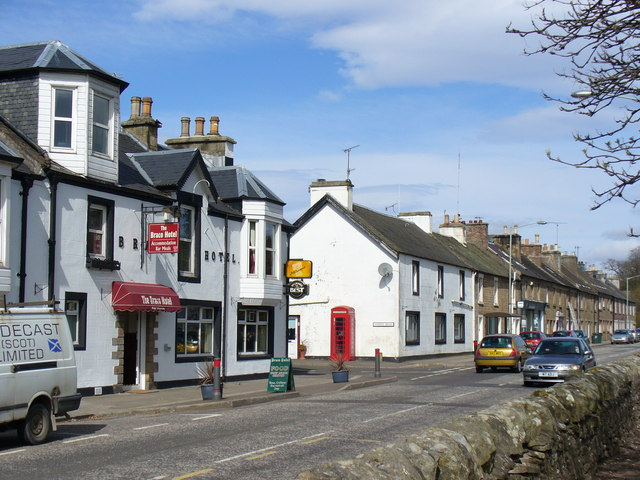
Häuser an der Hauptstraße von Braco

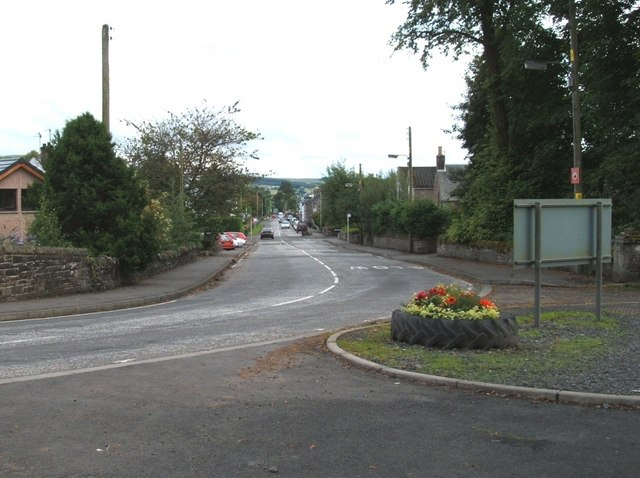
Blick in den Ort von Norden

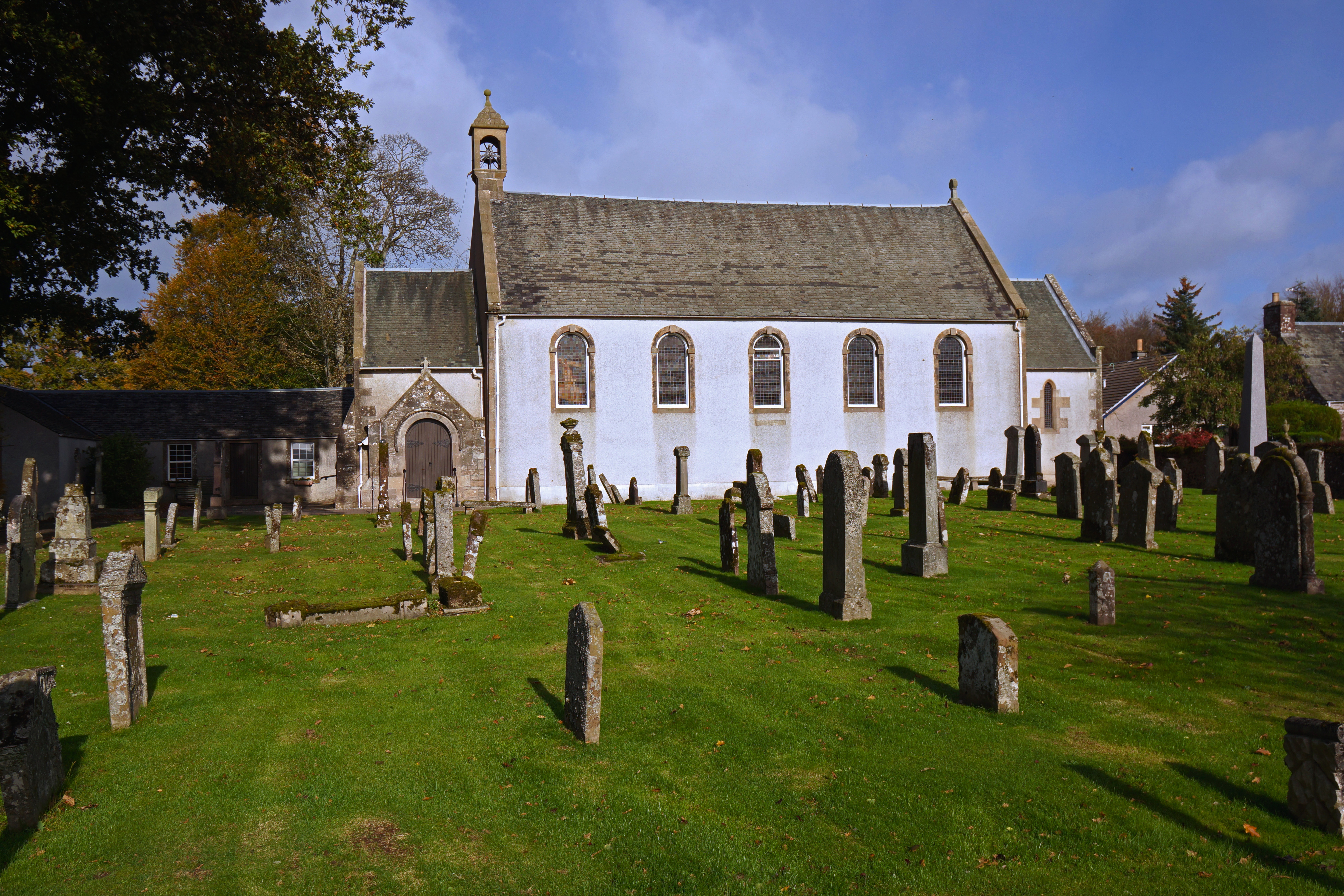
Kirche in Braco

Braco ist eine Ortschaft, die im Norden von Schottland zwischen Perth im Nordosten, Edinburgh im Südosten und Glasgow im Südwesten in der Council Area Perth and Kinross liegt. Im Rahmen der historischen Gliederung Schottlands in Civil Parishes bildet Braco den Hauptort von Ardoch, das zu Perthshire gehörte.

## Geographie
Braco liegt am westlichen Ufer des Flusses Knaik, kurz vor dessen Einmündung in den Allan Water in Greenloaning. Dort zweigt von der A9 nach Norden die A822 ab, die Braco durchzieht und weiter über Muthill nach Crieff führt. Von Braco nach Südwesten, über Feddal und Kinbuck nach Dunblane, führt die B8033.

## Historisches
Im Nordosten von Braco finden sich mit dem Ardoch Roman Camp gut erhaltene Reste eines römischen Militärlagers.
Eine Reihe von Baulichkeiten im Ort und dessen unmittelbarer Nähe wurden als Listed Building in unterschiedlichen Kategorien ausgewiesen und damit unter Denkmalschutz gestellt. Dazu gehören:
- das Bauernhaus Nether Braco Farmhouse[3]
- die Burg Braco Castle[4]
- die Sägemühle Braco Sawmill[5]
- die Kirche Ardoch Parish Church[6]
- der Kirchturm Free Church Tower[7]
- die Brücke Ardoch Old Bridge[8]
- das Geschäftshaus Forsyth Victoriana Shop[9]